# Líquido ascítico
Refere-se ao líquido ascítico ou fluido ascítico como sendo um líquido presente em quantidade anormalmente aumentada na cavidade abdominal.
Normalmente, existe uma quantidade mínima de fluido na cavidade peritoneal (cavidade virtual formada entre as camadas de peritôneo que revestem as alças intestinais). Este fluido tem a função de lubrificar a cavidade abdominal, permitindo um movimento de deslize das alças intestinais entre si à medida que se faz necessário em virtude da progressão dos alimentos durante a digestão e produção do Bolo Fecal.
O fluido peritoneal ou líquido peritoneal é um líquido claro, estéril e viscoso produzido sob a forma de ultrafiltrado do plasma, sob influência da permeabilidade vascular e das forças hidrostáticas e oncóticas. Seu volume não ultrapassa os 50 mL em indivíduos normais e seu aumento é designado Ascite. Algumas causas de ascite: a Insuficiência Cardíaca Congestiva (ICC), a cirrose hepática, a hipoproteinemia de causas diversas, condições em que se observa aumento da pressão hidrostática ou diminuição da pressão oncótica plasmática (transudato); Infecções, neoplasias, trauma, pancreatites, em que o aumento é produzido por decréscimo da permeabilidade capilar ou da reabsorção linfática (exsudato); e dano ou obstrução ao duto torácico (efusão quilosa).

## Análise clínica
O fluido ascítico deve ser colhido por paracentese em pacientes que apresentem desenvolvimento recente de ascite, ou em que há uma modificação clínica tal como seu aumento rápido ou desenvolvimento de febre em um paciente já com um certo grau de ascite. É essencial que a coleta seja feita por um profissional médico habilitado e em condições de estrita esterilidade. Recomenda-se a coleta de um mínimo de 30 mL. A amostra destinada à citologia deve ser colhida em frasco contendo anticoagulante (EDTA). Amostras para cultura podem ser inoculadas diretamente em garrafas próprias para hemocultura. é recomendável a coleta simultânea de amostra de sangue para comparação de algumas determinações bioquímicas.
No estudo de líquidos provenientes de fluidos serosos, é frequentemente útil a distinção entre transudatos e exsudatos. No entanto, no líquido ascítico, esta determinação através da análise pode ser difícil.
A aparência do líquido ascítico pode ser límpida e amarelo-pálida (transudatos) ou turva em virtude do acúmulo de leucócitos, células neoplásicas, ou proteínas (exsudatos). A presença de fragmentos alimentares, corpos estranhos, ou coloração verde podem estar presentes, indicando perfuração do trato gastro-intstinal ou bilear. A pancreatite ou colecistite aguda também podem produzir coloração verde. O fluido de coloração leitosa, que não se torna límpido após a centrifugação, sugere efusão quilosa.
A contagem celular é importante no diagnóstico da peritonite bacteriana espontânea, que normalmente apresenta conatagem de leucócitos mais elevada. a neutrofilia se associa a processos infecciosos, e a eosinofilia denota processo inflamatório crônico associado à diálise peritoneal. células neoplásicas podem ser detectadas à citologia simples ou com o uso de colorações imunohistoquímicas.
Na análise química, é importante o estudo da relação de albumina sérica/ascítica para diferenciar a cirrose de outras causas de ascite. Os níveis de glicose tendem a estar diminuídos na peritonite tuberculosa e carcinomatosa. A atividade de amilase deve ser semelhante à do soro; seu aumento evidencia pancreatites ou traumas. outras dosagens de valor clínico variável são a ureia e a creatinina (importantes caso seja suspeita uma perfuração da bexiga durante a amniocentese, contaminando o fluido obtido com urina), a fosfatase alcalina, o lactato,  a bilirrubina, o colesterol e a determinação do pH. O estudo de marcadores tumorais como o Antígeno Carcino-Embrionário (CEA) e o CA-125 podem ser úteis em circunstâncias específicas.
Na análise microbiológica, destaca-se a importância da coloração de Gram (embora com baixa sensibilidade) e cultura para aeróbios e anaeróbios. A sensibilidade para a coloração de Ziehl-Nielsen é inferior a 30% e a cultura para Mycobacterium tuberculosis também apresenta baixa sensibilidade.